# The Buddha of Suburbia (colonna sonora)
The Buddha of Suburbia è un album del 1993 del cantautore inglese David Bowie. Fu pubblicato come colonna sonora dell'omonima miniserie televisiva trasmessa in quattro parti dalla BBC Two.

## Storia
L'album  sarebbe in realtà il 19º album registrato completamente in studio da David Bowie, che si colloca tra Black Tie White Noise, (anch'esso pubblicato nel 1993), e 1.Outside (del 1995). Fu prodotto e missato a Mountain Studios, a Montreux in Svizzera, e secondo Bowie ci vollero solamente sei giorni per scriverlo e registrarlo, ma quindici giorni per missarlo a causa di "guasti tecnici".
L'album è stato considerato dalla casa discografica una colonna sonora, sebbene solo la traccia del titolo sia stata eseguita nel programma televisivo omonimo. Due delle tracce di musica d'ambiente sono strumentali e riprendono fedelmente il lavoro svolto da Bowie con Brian Eno nei tardi anni settanta. Nelle altre tracce dell'album vengono impiegati il sassofono, la tastiera elettronica e il pianoforte.
Anche se classificato nella copertina dell'album come colonna sonora, questo album non è in realtà la colonna sonora che David Bowie scrisse per la messa in scena, da parte della BBC, del libro omonimo di Hanif Kureishi, e che è invece rimasta inedita, ma un vero e proprio album di studio. Piuttosto, dopo avere scritto la colonna sonora, Bowie decise di lavorare ulteriormente sugli stessi motivi, creando i pezzi radicalmente diversi che si possono ascoltare nell'album: questi riecheggiano gli sperimentalismi della "Trilogia di Berlino" (Low, "Heroes" e Lodger), pubblicata da Bowie negli anni '70. Della colonna sonora originale, solamente la traccia del titolo è rimasta inalterata.
Nonostante David Bowie lo abbia una volta proclamato addirittura il suo album preferito, ha avuto un destino travagliato: fu pubblicato in Europa dalla BMG (nel 1993), ma, catalogato appunto come colonna sonora, passò inosservato. Solo due anni più tardi (1995) venne pubblicato negli Stati Uniti, con una copertina totalmente differente. Inoltre le versioni europee e americane andarono fuori catalogo in breve tempo: in realtà furono "cancellate" per molti anni o, come Bowie ebbe a sottolineare: "L'album stesso ha ricevuto una sola recensione, assai buona come spesso accade, ma è virtualmente inesistente nel mio catalogo - è stato considerato una colonna sonora e assolutamente inadatto a procurare guadagni. Un'autentica vergogna".
Ad ingarbugliare ancor più la questione fu pubblicato anche un singolo denominato The Buddha of Suburbia in vari formati, incluso un CD con stampa olografica. Di conseguenza l'album è spesso sottovalutato dalla critica musicale, nonostante sia in realtà una registrazione completa in studio di dieci tracce (composte interamente da Bowie)  precedentemente inedite.
Nell'album Bowie oltre che come cantante è anche musicista polistrumentista, aiutato unicamente da Erdal Kizilcay (anch'egli polistrumentista), dal pianista Mike Garson (in due brani) e dal chitarrista Lenny Kravitz (nella versione alternativa della title track).
L'album venne ripubblicato il 17 settembre 2007 nel Regno Unito e il 2 ottobre 2007 negli Stati Uniti. Nel comunicato stampa ufficiale era scritto che la copertina della riedizione sarebbe stata simile a quella statunitense del 1995, ma a colori e con Bowie che teneva una posa leggermente diversa, nondimeno l'ultima copertina è solo una versione colorata dell'originale. La riedizione contiene sia i commenti di Bowie dell'edizione originale europea (del 1993), che la grafica interna dell'edizione originale statunitense (del 1995).

## Ispirazione
Nella versione originale europea dell'album (del 1993) Bowie fornisce ampie note di copertina su temi e tecniche di produzione coinvolte, e svela un elenco di "fatti residuali dagli anni settanta" come sue fonti d'ispirazione per le canzoni. L'elenco include le seguenti referenze: i Pink Floyd, Harry Partch, i Club del Blues, Unter den Linden, Brucke Museum, Pet Sounds, gli amici dei Krays, i Roxy Music, i T. Rex, The Casserole, Neu!, i Kraftwerk, Bromley, Croydon, ENO, Prostitute & Soho, il Ronnie Scott's Jazz Club, i viaggi in Russia, la solitudine, The O'Jays, Philip Glass nei club di New York, il Muro, le droghe.

## Curiosità
- Bowie ha rielaborato il brano Strangers When We Meet nel suo album 1.Outside e lo ha pubblicato come singolo nel 1995. Pertanto esistono due diverse versioni di questa canzone.
- L'album fu dapprima messo in commercio in Europa comprensivo di numerose note di copertina scritte da Bowie, che non vennero incluse nella successiva edizione statunitense.
- L'edizione statunitense dell'album aveva una copertina alternativa. Peraltro negli Stati Uniti fu pubblicato solo nel 1995 (probabilmente a causa di una disputa tra Bowie e l'industria musicale).
- Il brano Ian Fish, U.K. Heir è un anagramma di Hanif Kureishi.
- L'etichetta Arista/BMG mise in commercio un'edizione speciale della colonna sonora in una scatola di plastica e traslucida, imballata col libro di Hanif Kureishi.
- Sul retro del cd della ristampa (del 2007) il brano "The Mysteries" è erroneamente scritto "The Mysterie".

## Tracce
Tutte le tracce sono scritte da David Bowie.
1. Buddha of Suburbia – 4:28
2. Sex and the Church – 6:25
3. South Horizon (strumentale) – 5:26
4. The Mysteries (strumentale) – 7:12
5. Bleed Like a Craze, Dad – 5:22
6. Strangers When We Meet – 4:58
7. Dead Against It – 5:48
8. Untitled No. 1 – 5:01
9. Ian Fish, U.K. Heir (strumentale) – 6:27
10. Buddha of Suburbia (featuring Lenny Kravitz alla chitarra) – 4:19

## Formazione

### Produzione
- David Bowie – produttore
- David Richards - coproduttore

### Musicisti
- David Bowie – voce, tastiera, sintetizzatore, chitarra, sax alto, sax baritono, strumenti a percussione
- Erdal Kizilcay – tastiera, tromba, basso, chitarra, batteria, percussioni
- 3D Echo – batteria, basso, chitarra in  Bleed Like a Craze, Dad
- Mike Garson – piano in  Bleed Like a Craze, Dad e South Horizon
- Lenny Kravitz – chitarra nella seconda versione di Buddha of Suburbia